# Colônia Espiritual Nosso Lar
O termo Colônia Espiritual Nosso Lar, segundo o Espiritismo no Brasil, designa uma colônia espiritual de trabalho, que foi fundada em meados do século XVI, por portugueses distintos, desencarnados no Brasil, localizada "sobre uma extensa região do Estado do Rio de Janeiro (entre as cidades do Rio de Janeiro, Campos / Itaperuna)".
Essa colônia foi descrita pela primeira vez em 1944, pelo espírito de André Luiz, no livro Nosso Lar, por meio de psicografia de Chico Xavier. Nessa época, Nosso Lar teria cerca de um milhão de habitantes espirituais.

## A cidade
Colônias espirituais são locais para onde, segundo o espiritismo, vão os espíritos desencarnados. Lá evoluem por meio de trabalho e estudo, enquanto aguardam novas reencarnações. Existem cidades espirituais em todo o mundo.
Segundo o relato de André Luiz, a cidade espiritual de Nosso Lar está localizada sobre o Estado do Rio de Janeiro, na ionosfera terrestre, acima do Umbral (mas em terras contíguas a ele, tendo diversos caminhos em meio a florestas que conduzem a ele) e abaixo das regiões superiores. Dessa forma, é iluminado pelo mesmo sol e pela mesma lua que a Terra. É dividida em setores de trabalho (economia), lazer e residencial, distribuídos em uma planta um formato de estrela de seis pontas. A Governadoria se localiza ao centro e cada ramificação da estrela é ocupada por um dos seis ministérios:
- Regeneração: serviços mais grosseiros,
- Auxílio: atendimento aos doentes, socorros no Umbral e na Terra, preparo das reencarnações etc.,
- Esclarecimento: (não foi descrito),
- União Divina: serviços mais sublimes,
- Comunicação: (não foi descrito), e
- Elevação: (não foi descrito).

Como as cidades do plano terrestre, conta com meios de transporte, arborização, praças, teatros, hospitais, escolas e tantas outras estruturas. Como o espírito Lísias teria dito a André Luiz:
"Tudo é uma cópia melhorada do que temos na Terra. A vida na Terra é que é uma cópia daqui, André."
Além disso, essa colônia espiritual possui ramificações espalhados por outras regiões do Brasil, que abrigam postos de socorro espiritual. E tudo isso é interligado por uma vasta rede viária, em que o meio de transporte é
o aerobus, que é um grande carro aéreo, suspenso do solo a uma altura de mais ou menos cinco metros, e que pode transportar muitos passageiros com grande velocidade.
A colônia espiritual Nosso Lar é cercada por um muro alto e coberto de trepadeiras floridas, que pode emitir dardos magnéticos para a defesa comum (por sistemas alimentados por baterias elétricas) diante de perigos vindos do Umbral.

## Os habitantes
São levados para Nosso Lar os espíritos socorridos no umbral e na crosta terrestre. Lá são tratados de seus males e passam a usufruir de atividades tais como no plano terrestre. Como em outras cidades espirituais, são distribuídos em diversas tarefas internas e externas à colônia, de acordo com a vontade de cada habitante e as necessidades da própria colônia. As tarefas são designadas pela governadoria e distribuídas entre os seis ministérios A jornada de trabalho possui tempo de descanso obrigatório e é paga com a experiência em determinadas áreas; o que o ajuda em seu crescimento espiritual.
| Característica | Espíritos menos evoluídos                                         | Espíritos mais evoluídos                                                                     | Ref.  |
| -------------- | ----------------------------------------------------------------- | -------------------------------------------------------------------------------------------- | ----- |
| Vestuário      | Especialistas confeccionam roupas para eles.                      | Plasmam sua aparência física, incluindo suas roupas, por um processo chamado de ideoplastia. | [ 9 ] |
| Alimentação    | Ainda estão apegados a alimentos à base de sumos, sopas e frutas. | Retiram energia reparadora do Fluido Cósmico Universal.                                      | [ 9 ] |
| Repouso        | Ainda possuem uma rotina de descanso semelhante aos encarnados.   | Dormem muito pouco.                                                                          | [ 9 ] |

## Filme
Em 2013, estreou o filme Nosso Lar, baseado no livro, que já havia vendido dois milhões de exemplares. O filme teve direção do cineasta Wagner de Assis e custou mais de R$ 20 milhões. Do total de 5.000 pessoas envolvidas no projeto, chegou a ter cerca de 2.000 figurantes em cena no mesmo dia, durante as filmagens de passagens no Umbral (região para onde vão os espíritos malfeitores). Para que a cidade de Nosso Lar tivesse as proporções gigantescas descritas no livro, 90 profissionais se envolveram com os efeitos especiais, que demandaram nove meses de trabalho. Segundo o diretor, o filme
"Foi a possibilidade de executar tecnicamente essa história e dar a ela o que ela merece".
No segundo semestre de 2023, o filme voltou a ser exibido nas salas de cinema por conta do lançamento de sua sequência no início de 2024: "Nosso Lar 2: Os Mensageiros", baseado no livro "Os Mensageiros", também de autoria do espírito André Luiz e psicografado por Chico Xavier.

## Outras colônias brasileiras
Sobre o território brasileiro, existem ainda outras três colônias espirituais, segundo o relato de André Luiz:
- Redenção: no leste da Bahia, em formato triangular.
- Raios do Amanhecer: norte do Amapá, abrigando crianças desencarnadas.
- Sol Nascente: sudoeste do estado de São Paulo, abrigando os espíritos que se preparam para reencarnar.